# Янгазіно
Янга́зіно (рос. Янгазино, башк. Яңғаҙы) — присілок у складі Баймацького району Башкортостану, Росія. Входить до складу Ішмухаметовської сільської ради.

## Населення
Населення — 130 осіб (2010; 154 в 2002).
Національний склад:
- башкири — 99%